# عين سلطان (عين الدفلى)
عين سلطان هي إحدى بلديات دائرة عين لشياخ في ولاية عين الدفلى الجزائرية.